# Ондріки
О́ндріки (рос. Ондрики) — присілок у складі Свічинського району Кіровської області, Росія. Входить до складу Свічинського сільського поселення.
Населення становить 1 особа (2010, 4 у 2002).
Національний склад станом на 2002 рік — росіяни 100 %.